# Bajby
Bajby (biał. Байбы; ros. Байбы) − wieś na Białorusi, w obwodzie grodzieńskim, w rejonie smorgońskim, w sielsowiecie Zalesie.

## Historia
W czasach zaborów wieś w gminie Smorgonie, w powiecie oszmiańskim, w guberni wileńskiej Imperium Rosyjskiego. W 1866 roku liczyła 64 dusze rewizyjne. Należała do dóbr Cycyn, własność Milewskich. W 1905 roku liczyła 248 mieszkańców, 251 dziesięcin.
W latach 1921–1945 wieś leżała w Polsce, w województwie wileńskim, w powiecie oszmiańskim, w gminie Smorgonie.
W 1931 wieś w 48 domach zamieszkiwały 263 osoby.
Wierni należeli do parafii rzymskokatolickiej w Smorgoniach i prawosławnej w Cicinie. Miejscowość podlegała pod Sąd Grodzki w Smorgoniach i Okręgowy w Wilnie; właściwy urząd pocztowy mieścił się w Smorgoniach.
Po II wojnie światowej w granicach Związku Sowieckiego. Do 1973 roku w sielsowiecie Szutowicze. Od 1991 w niepodległej Białorusi.